# Parc d'État d'Itapuã
Pour les articles homonymes, voir Itapoã.
Le Parc d'État d'Itapuã, ou Parc Régional d'Itapuã (en portugais : Parque Estadual de Itapuã), est une réserve naturelle sous administration de l'État du Rio Grande do Sul, dans le Sud du Brésil. Il a été créé le 14 juillet 1973, fait 5 566 ha et se trouve à 57 km au sud-est de Porto Alegre, sur le territoire de la municipalité de Viamão. Il a été fermé pendant dix ans - jusqu'en avril 2002 - pour laisser la nature récupérer son espace mis à mal par l'Homme.
Le site est un lieu historique, où se déroulèrent plusieurs évènements importants de la Guerre des Farrapos, tout particulièrement sur le Morro de la Fortaleza, sur l'île du Junco et à la Ferraria dos Farrapos. On trouve sur son territoire de nombreuses plages d'eau douce : praias das Pombas, da Onça, da Pedreira, do Araçá, do Sitio, do Tigre, da Fora, etc. autour desquelles se déroulent les activités de tourisme écologique.

## Écologie
Le parc préserve les derniers vestiges de l'écosystème et des paysages originels de la région métropolitaine de Porto Alegre, avec de grands champs, des dunes, des lacs, des îles, des plages et des collines (morros) autour du rio Guaíba et de la Lagoa dos Patos, à la rencontre desquels il se situe.
Parmi les 300 formations végétales identifiables sur les morros granitiques et les restingas du Parc, se remarquent tout particulièrement le figuier, la corticeira-do-banhado, le gerivá (ou jerivá) et une grande variété d'orchidées et de bromelias. Il abrite aussi des espèces animales menacées de disparition telles que le bugio-ruiva ou la loutre. La Lagoa Negra, avec ses 1 750 ha d'étendues d'eau, est un point de repos d'oiseaux migrateurs dont le trinta-réis et plusieurs oiseaux connus sous le nom de batuíra (Charadrius wilsonia, Charadrius semipalmatus, Haematopus palliatus, entre autres). La totalité de la faune hébergée dans le parc est composée de 40 espèces de reptiles, 30 d'amphibiens, 200 d'oiseaux et un bon nombre de mammifères (dont le jaguatirica et le gato-maracajá).
Au-delà de la préservation de la faune et de la flore, le parc permet la recherche scientifique et la sensibilisation à la protection de la nature.

## Source
(pt) Parque estadual de Itapuã.

## Note
1. ↑  Voir aussi l'article Morros de Porto Alegre.
2. ↑  Une restinga est un terrain sableux et salé, proche de la mer et couvert de plantes herbacées caractéristiques.